# Forêt de Gwydir
La forêt de Gwydir, aussi écrit Gwydyr (en anglais Gwydyr Forest et en gallois Coedwig Gwydyr), est située dans le county borough de Conwy et dans le parc national de Snowdonia au pays de Galles.

## Toponymie
Son nom provient de l'ancien domaine de Gwydir, établi par la famille de John Wynn dans le château de Gwydir, qui possédait la région. Dès 1536, Leland écrivit : « Gwydir s'étend sur deux portées de flèches de la rivière de Conwy. C'est un bel endroit ».

## Géographie

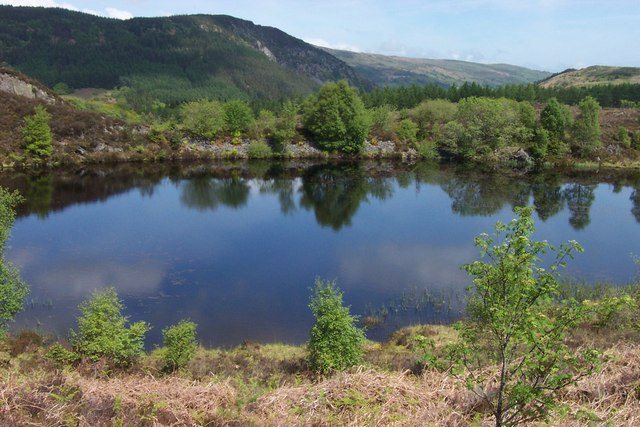
Llyn Bodgynydd Bach, l'un des lacs de la forêt.

La forêt entoure le village de Betws-y-Coed, et plus de la moitié se trouve dans la paroisse. Elle s'étend vers le nord jusqu'au village de Trefriw, et vers le sud jusqu'à Penmachno. Elle couvre une surface de près de 72,5 km2, dont 49 km2 de zone forestière exploitée.
La forêt occupe un plateau ondulant, atteignant 210 à 300 mètres d'altitude, et qui divisé par les vallées des rivières Llugwy, Lledr, et Machno, toute étant des affluents de la Conwy. En dépit du fait qu'il s'agit d'une forêt, elle est facilement accessible et permet de voir les vallées et au-delà les montagnes de Glyderau, de Carneddau et le massif de Snowdon.  
La zone forestière occupe les zones pentues et les sols pauvres du plateau.

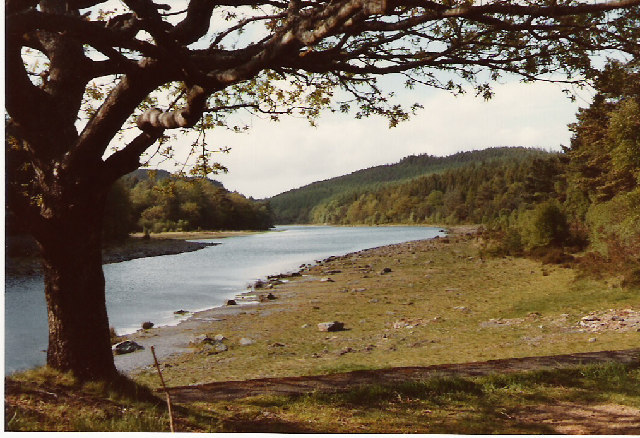
Llyn Parc, with the water at a lower level than normal

La forêt accueille plusieurs lacs, tous accessibles à pied, et presque tous ont été créés pour servir les mines de la forêt. Ils sont, par ordre de taille, les suivants :
- Llyn Crafnant, 63 acres, au nord de la forêt ;
- Llyn Geirionydd, 45 acres ;
- Llyn Elsi, 26 acres ;
- Llyn Parc, 22 acres ;
- Llyn Glangors, 15 acres ;
- Llyn Bodgynydd, 14 acres ;
- Llyn Goddionduon, 10 acres ;
- Llyn Pencraig, 5 acres ;
- Llyn Bychan, 3 acres ;
- Llyn Sarnau, 3 acres ;
- Llyn Tynymynydd, 1 acre.

Il y a également un certain nombre de lacs plus petits et sans nom.

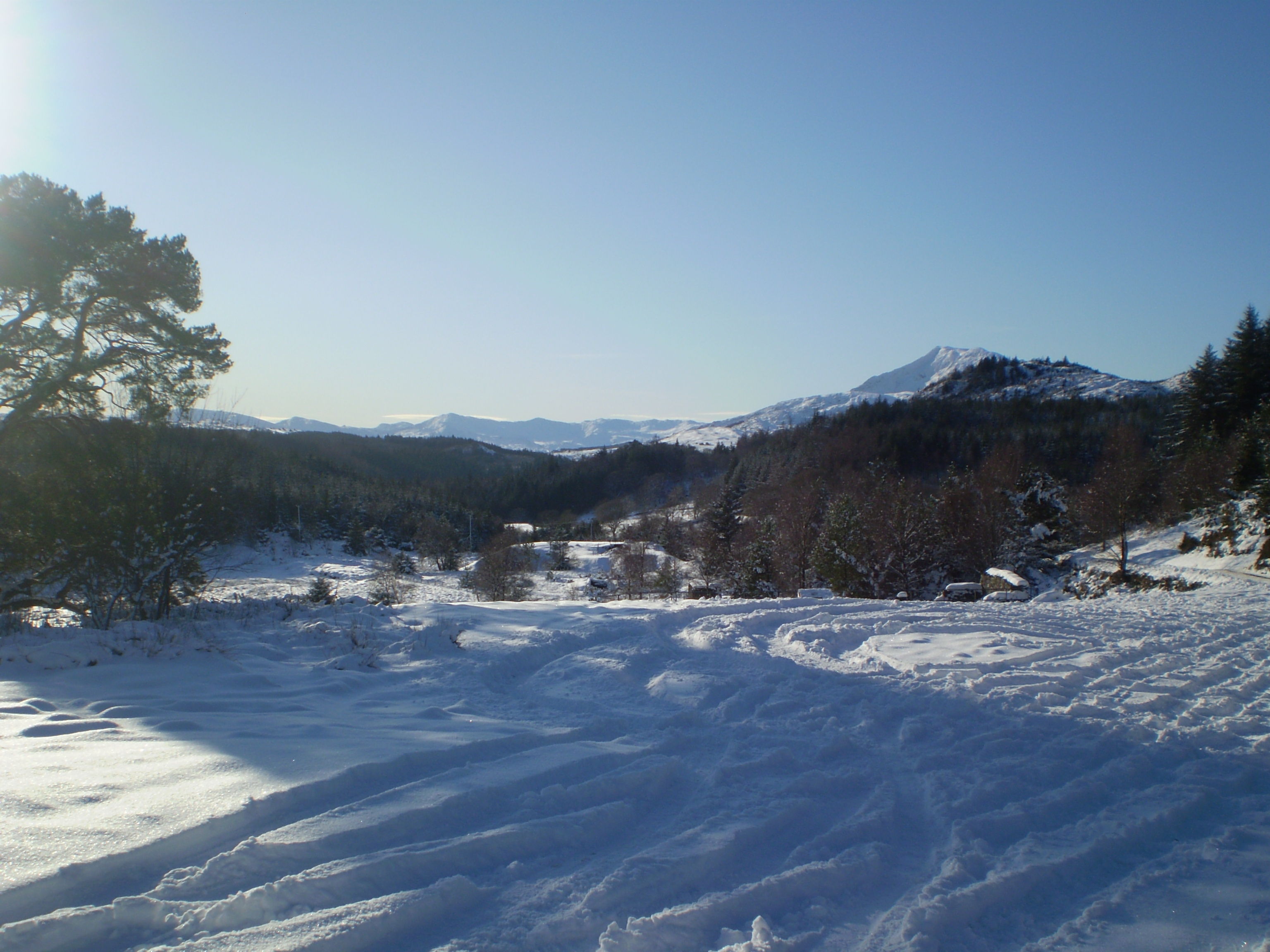
Moel Siabod depuis la forêt de Gwydir.

## Sources
- (en) Cet article est partiellement ou en totalité issu de l’article de Wikipédia en anglais intitulé « Gwydir Forest » (voir la liste des auteurs).